# Биољио-Портула-Андре (Бјела)
Биољио-Портула-Андре је насеље у Италији у округу Бијела, региону Пијемонт.
Према процени из 2011. у насељу је живело 504 становника. Насеље се налази на надморској висини од 594 м.